# ポール・アンソニー・テレック
ポール・アンソニー・テレック（Paul Anthony Terek、1979年10月20日 - ）は、アメリカの陸上競技選手である。ミシガン州ディアボーン出身。身長190cm、体重91kg。専門は十種競技。既婚。

## 個人ベスト

### 屋外
| 種目     | 記録                | 日             |
| -------- | ------------------- | -------------- |
| 十種競技 | 8312点              | 2004年7月17日  |
| 100m     | 10秒83 （+1.8 m/s） | 2002年1月1日   |
| 走幅跳   | 7m29 （+1.1 m/s）   | 2004年3月29日  |
| 砲丸投   | 15m66               | 2004年7月17日  |
| 走高跳   | 2m08                | 2003年6月21日  |
| 400m     | 48秒70              | 2005年3月28日  |
| 110mH    | 14秒92（+1.4 m/s）  | 2007年6月22日  |
| 円盤投   | 49m24               | 2004年3月29日  |
| 棒高跳   | 5m50                | 2002年3月11日  |
| やり投   | 61m14               | 2003年10月27日 |
| 1500m    | 4分24秒28           | 2004年7月17日  |

### 室内
| 種目     | 記録      | 日            |
| -------- | --------- | ------------- |
| 七種競技 | 6040点    | 2004年5月6日  |
| 60m      | 7秒04     | 2004年5月7日  |
| 走幅跳   | 7m33      | 2005年3月5日  |
| 砲丸投   | 15m99     | 2006年2月12日 |
| 走高跳   | 2m01      | 2005年3月5日  |
| 60mH     | 8秒43     | 2006年3月5日  |
| 棒高跳   | 5m70      | 2003年2月1日  |
| 1000m    | 2分42秒97 | 2004年5月7日  |

## 主な成績
| 年   | 大会               | 開催地     | 結果 |
| ---- | ------------------ | ---------- | ---- |
| 2003 | 世界陸上           | パリ       | 12位 |
| 2004 | アテネオリンピック | アテネ     | 21位 |
| 2005 | 世界陸上           | ヘルシンキ | 13位 |
| 2007 | 世界陸上           | 大阪       | 10位 |

## SASUKE
2006年秋の第17回大会に初出場。ジャンプハングではネットより上の縁に右手一本で掴む驚異的なプレーを見せ、1stステージをクリア。2ndステージはスパイダーウォークに時間を費やすも後半で追い上げ、警告音が鳴りながらクリア。3rdステージはクリフハンガー改の1本目でリタイア（ゼッケン86）。
第19回大会は1stで、ポールメイズを一切苦にせずクリアし残り時間を稼ぐも、直後のジャンピングスパイダーで張り付くことが出来ずにリタイア（ゼッケン98）。
第22回大会は地下足袋を履いて参戦。1stで1年前に阻まれたジャンピングスパイダーをクリアするも、第7エリアのスライダージャンプでリタイア（ゼッケン98）。
第24回大会は、1stでそり立つ壁までは順当にクリアするも、前々回阻まれたスライダージャンプでバーからネットに移行する際に躊躇して跳べず、身体を振って飛び移りを試みるも届かず。最後は手を離してリタイア（ゼッケン82）。
大会別成績
| 大会   | ゼッケン | 記録  | 記録                   | 記録         |
| 大会   | ゼッケン | STAGE | 脱落エリア             | 備考         |
| ------ | -------- | ----- | ---------------------- | ------------ |
| 第17回 | 86       | 3rd   | クリフハンガー改       | 1本目中盤    |
| 第19回 | 98       | 1st   | ジャンピングスパイダー | 張り付き失敗 |
| 第22回 | 98       | 1st   | スライダージャンプ     | 掴み失敗     |
| 第24回 | 82       | 1st   | スライダージャンプ     | 掴み失敗     |

通算成績
| 出場数 | 2nd進出 | 3rd進出 | FINAL進出 | 最優秀成績 |
| ------ | ------- | ------- | --------- | ---------- |
| 4回    | 1回     | 1回     | 0回       | 0回        |

- 2021年 第39回大会終了時点

## スポーツマンNo.1決定戦
2007年1月1日放送の「最強の男は誰だ!壮絶筋肉バトル!!スポーツマンNo.1決定戦」に出場。BEACH FLAGS 2回戦進出、BURN OUT GUYSで1分12秒39、MONSTER BOXで18段。POWER FORCEでは、1回戦で木下典明、2回戦で片岡易之、準決勝で白鳥勝浩、決勝で網野友雄を相手に全く苦にせず勝利。25でもNo.1。TAIL IMPOSSIBLEも最終レースで柏木真介との接戦を制し、3種目連続のNo.1に輝く。SHOT-GUN-TOUCHでは12m70cmを記録。13m00cmを失敗した時点で470Pの暫定トップに立ち、木下が世界新記録の13m70cmを成功すれば5P差で逆転を許すところを木下が失敗に終わり総合No.1になった。
翌年の2008年大会には史上初の連覇をかけてネイビージャージで出場。ULTIMATE GUYSで1分23秒75のタイムでNo.1に輝く幸先良いスタートを切る。前回No.1のTAIL IMPOSSIBLEでは第3レース敗退を喫し、競技後のインタビューでは「ワッキーには気を付けていたんだよ」と述べ、そのワッキーがNo.1に輝いた。MONSTER BOXでプロスポーツマンタイ記録・陸上選手新記録となる20段を記録し自己記録を2段更新した。だがTHE CELLでは1回戦で宮崎に敗れ、POWER FORCEは2回戦で吉田秀彦相手に善戦するも敗退。SHOT-GUN-TOUCHは12m50cmと自己記録に及ばず、総合3位で終えた。
| 大会       | 放送日       | 総合順位    |
| ---------- | ------------ | ----------- |
| 第13回大会 | 2007年1月1日 | No.1 470pts |
| 第14回大会 | 2008年1月1日 | 3位         |

## 出演
- SASUKE（TBS）
- 最強の男は誰だ!壮絶筋肉バトル!!スポーツマンNo.1決定戦（TBS）- '07年プロ大会総合No.1